# Gouwekanaal
Gouwekanaal – kanał w Holandii, w prowincji Holandia Południowa. Jego długość wynosi 2,2 km. Został wybudowany w ramach robót publicznych w latach 1927–1936. Biegnie wzdłuż zachodniej części miasta Gouda, łącząc rzeki Gouwe i Hollandse IJssel. W pobliżu ujścia do Hollandse IJssel na kanale znajduje się śluza Julianasluis.